# Энна, Август
Август Энна (дат. August Emil Enna; 13 мая 1859 — 3 августа 1939) — датский композитор, скрипач и дирижёр.

## Биография
Родился в семье сапожника и вырос в городке Наксков. Дед музыканта был итальянским солдатом из города Энна, осевшим в Дании после Наполеоновских войн. С 11 лет жил и учился музыке в Копенгагене у Кристиана Скьёрринга (скрипка) и Петера Расмуссена (орган). Играл на скрипке в оркестрах Швеции и Финляндии, затем в 1883 года вернулся в Данию и возглавил оркестр одного из копенгагенских театров. На протяжении восьми лет работал в Дании как капельмейстер, затем полностью сосредоточился на композиции.
Известность у современников Энна завоевал преимущественно своими операми, первая из которых, «Аглея», датируется 1884 годом. Наибольшей популярности среди них достигли «Ведьма» (дат. Heksen; 1892), «Клеопатра» (1894) и «Девочка со спичками» (дат. Den lille Pige med Svovlstikkerne; 1897, по одноимённому рассказу Ханса Кристиана Андерсена). На оперное творчество Энны оказала влияние музыка Рихарда Вагнера. Наибольший международный резонанс, однако, имел Концерт для скрипки с оркестром Энны (1897), исполнявшийся в разных странах и записанный впоследствии Каем Лаурсеном. Среди других оркестровых сочинений Энны — две симфонии (первая, в 1884 году, была одобрена Нильсом Гаде), симфонические картины «Сказки», увертюра «Андерсен» (в своей приверженности творчеству датского классика Энна не раз признавался) и др.